# Desa Singosari (administrativ by i Indonesien, lat -7,75, long 109,73)
Desa Singosari är en administrativ by i Indonesien.   Den ligger i provinsen Jawa Tengah, i den västra delen av landet, 400 km sydost om huvudstaden Jakarta.